# Rudy Demotte
Rudy Willy Georges Demotte, né le 3 juin 1963 à Renaix, est un homme politique belge membre du Parti socialiste (PS). Il a été président du Parlement de la Communauté française de Belgique du 17 septembre 2019 au 2 juillet 2024.
Président du Mouvement des jeunes socialistes entre 1986 et 1992, il est élu en 1994 conseiller communal de Flobecq, puis député fédéral l'année suivante. Il entre au gouvernement fédéral en 1999, en tant que ministre de l'Économie dans la coalition arc-en-ciel de Guy Verhofstadt.
Il démissionne en avril 2000 pour devenir ministre de la Culture du gouvernement francophone, puis devient en janvier 2001 bourgmestre de Flobecq. Il remonte au fédéral en 2003, comme ministre des Affaires sociales.
À la suite de la défaite du PS aux élections fédérales de juin 2007, il succède à Elio Di Rupo au poste de ministre-président du gouvernement wallon. L'entrée de Marie Arena au gouvernement belge en mars 2008 lui permet d'accéder aux fonctions de ministre-président de la Communauté française. Il gouverne dans les deux cas en coalition avec les centristes jusqu'en 2009, auxquels s'ajoutent les écologistes à partir de cette date.
Il démissionne du maïorat de Flobecq en 2011, afin de postuler à celui de Tournai en 2012, qu'il remporte. Il cède en 2014 la présidence wallonne au socialiste Paul Magnette, et rétablit sa collaboration avec les seuls centristes au gouvernement de la Communauté française de Belgique. Après les élections communales de 2018, il cède le poste de bourgmestre de Tournai à Paul-Olivier Delannois.
À la suite des élections régionales de 2019, il est remplacé par le libéral Pierre-Yves Jeholet à la présidence de la Communauté.
Il a présidé l'Eurométropole Lille-Kortrijk-Tournai.

## Vie privée

### Origines et jeunesse
Rudy Demotte est issu d'une famille mixte linguistiquement, dans la mesure où son père est wallon et sa mère flamande. Ayant grandi à Flobecq puis à Brakel, il est parfaitement bilingue.
Membre du Parti socialiste (PS), il devient secrétaire national du Mouvement des jeunes socialistes (MJS) en 1985. L'année suivante, alors qu'il obtient une licence en sciences politiques et relations internationales à l'université libre de Bruxelles (ULB), il est propulsé à 23 ans président du MJS.

### Famille
Il est marié à Maria Gueorguieva Miltcheva, née à Dobritch en Bulgarie, avec qui il a deux enfants.

## Débuts en politique

### Ascension
Il rejoint en 1988 le cabinet du ministre des Affaires sociales Philippe Busquin et y travaille deux ans. Il s'investit en parallèle dans la fédération socialiste de Tournai-Ath-Mouscron, dans le Hainaut occidental. Lors des élections communales d'octobre 1994, il obtient son premier mandat électoral à Flobecq.
Avec le retrait de Busquin et Guy Spitaels, il devient l'une des figures du PS dans le Hainaut occidental. Il est ainsi élu député fédéral à la Chambre des représentants à l'occasion des élections du 21 mai 1995, dans la circonscription de Tournai-Ath-Mouscron.

### Premières responsabilités
En 1999, il fait le choix de postuler au Parlement de la Région wallonne dans le cadre des élections régionales de juin 1999. Il n'aura pas la possibilité d'exercer ce mandat, puisqu'il est appelé le 12 juillet à siéger au gouvernement fédéral en qualité de ministre de l'Économie et de la Recherche scientifique de la « coalition arc-en-ciel » du libéral flamand Guy Verhofstadt.
Il remet sa démission le 8 avril 2000, quatre jours après avoir intégré le gouvernement de la Communauté française, dirigé par le libéral Hervé Hasquin. Il est alors ministre du Budget, de la Culture et des Sports. Le 1er janvier 2001, le ministre-président lui adjoint les compétences de la Fonction publique et de la Jeunesse.
À l'occasion des élections locales du 8 octobre 2000, il est reconduit au conseil communal de Flobecq, dont il est investi bourgmestre. Étant également ministre, il est cependant empêché d'exercer ses fonctions.

### Retour au gouvernement fédéral
Il remonte au fédéral au bout de trois ans, lorsque le PS le propose comme ministre des Affaires sociales et de la Santé publique dans la « coalition violette » mise sur pied par Verhofstadt. Succédant à Frank Vandenbroucke, il se penche sur l'obligation de prescription des médicaments génériques et prend des mesures drastiques d'économie pour ramener la Sécurité sociale à l'équilibre budgétaire, puis à une situation d'excédent.
Il est confirmé bourgmestre de Flobecq au cours des élections communales du 8 octobre 2006 : alors que la liste socialiste remporte la majorité absolue au conseil communal, il en réalise le meilleur score personnel avec 705 voix, mais il reste empêché.

## Ministre-président

### En Région wallonne puis à la Communauté française
À la suite de la défaite du Parti socialiste aux élections fédérales du 10 juin 2007, Elio Di Rupo décide de se concentrer sur la présidence du parti et renoncer à diriger le gouvernement wallon. Le 19 juillet, Rudy Demotte est investi à 44 ans ministre-président du gouvernement wallon et prend la tête d'une « coalition rouge-romaine » unissant les socialistes au Centre démocrate humaniste (CDH).
Lorsque Marie Arena rejoint le gouvernement fédéral le 20 mars 2008, il la remplace comme ministre-président de la Communauté française à la tête d'une alliance identique. Il est alors le premier responsable politique francophone à gouverner simultanément la Région et la communauté. Après les élections régionales de juin 2009, il instaure dans ses deux gouvernements un « petit olivier », élargissant ainsi sa majorité au parti Ecolo.

### Bourgmestre de Tournai
Il démissionne le 17 janvier 2011 du maïorat de Flobecq au bénéfice de son suppléant, Philippe Mettens, dans le but de s'établir à Tournai, dont il est président de l'union socialiste communale, afin de briguer le poste de bourgmestre en 2012. Il est effectivement élu bourgmestre de Tournai lors des élections communales du 14 octobre 2012, ayant remporté le plus grand nombre de voix de préférence au sein de la liste socialiste — arrivée en tête — avec 7 274 suffrages. Cependant, c'est la candidate libérale Marie-Christine Marghem qui obtient le record municipal de votes préférentiels avec 7 911 voix.
Présentant ses vœux à la population, au monde politique et économique de la Hainaut occidental à l'hôtel de ville tournaisien, il affirme que « À ceux qui prônent le confédéralisme je leur dis solennellement que c'est un piège à cons », paraphrasant Francis Delpérée. Au mois d'août suivant, il déclare à propos de la franc-maçonnerie qu'il ne connaît « rien à ces sociétés secrètes, [qu'il] laisse à qui ça excite », alors qu'il en fait lui-même partie depuis une vingtaine d'années, dans une loge lilloise rattachée au Grand-Orient de France.

### Départ de la Région et échec personnel à Tournai
Il cède la présidence wallonne à Paul Magnette après les élections régionales de mai 2014 mais conserve celle de la Communauté française en majorité avec le seul CDH. Empêché durant tout son sextennat maïoral à Tournai, il postule à sa succession au cours des élections du 14 octobre 2018. Avec 4 300 suffrages en sa faveur, il est défait par son colistier Paul-Olivier Delannois, qui totalise 5 700 votes préférentiels et lui succède donc comme bourgmestre de la commune.
Lors de la présentation du collège communal associant socialistes et écologistes le 26 octobre, Rudy Demotte n'indique pas clairement s'il compte rester conseiller communal, mais ne se démet pas par la suite. Aux élections du 26 mai 2019, il est élu député wallon.

## Président du Parlement de la Communauté
Le 17 septembre 2019, il cède la direction du gouvernement de la Communauté française au libéral Pierre-Yves Jeholet, vice-président sortant du gouvernement wallon. Ce dernier accède au poste de ministre-président dans le cadre d'un accord de coalition « arc-en-ciel » entre le PS, le MR et Écolo, bien que le Mouvement réformateur représente le deuxième groupe du Parlement et de la nouvelle majorité. Le même jour, Rudy Demotte est élu président du Parlement de la Communauté française.

## Honneurs

### Nationaux
- 2014 :  Grand officier de l'ordre de Léopold[15]
- 2024 :  Grand-croix de l'ordre de Léopold II[16]

### Étrangers
- 2018 :  Officier de la Légion d'honneur[17].